# 포크트로니카
포크트로니카(Folktronica)는 포크 음악과 일렉트로니카를 합친 음악 장르로, 어쿠스틱한 악기에 힙합, 전자 또는 댄스 리듬을 넣는 것이 특징이다. The Ashgate Research Companion to Popular Musicology는 포크트로니카를 "어쿠스틱 록이나 포크 요소와 기계적인 댄스 비트를 결합시킨 모든 스타일을 시도하고 추구하는 예술가들을 위한 만능 용어"라고 묘사하였다.
울트라마린의 음반 중 목사적인 사운드에 바이올린이나 하모니카와 같은 악기를 테크노와 하우스 요소와 결합시킨 1991년 작품 “Every Man and Woman is a Star”가 포크트로니카 장르의 시조로 인정받고 있다. 이후 200년대 초 포 텟, 이산, 그레이븐허스트 등이 미디어나 언론으로부터 포크트로니카 신에서 활동하는 음악가라고 불렸다. 〈The Sunday Times Culture's Encyclopedia of Modern Music〉에 따르면 포크트로니카 장르가 가장 잘 드러나는 음반은 포 텟의 “Pause” (2001), 퉁의 “Mother's Daughter and Other Songs” (2005), 카리부의 “The Milk of Human Kindness” 등이 있다고 언급하였다. 미국의 가수 마돈나의 아홉 번째 정규 음반인 “American Life” (2005)는 포크트로니카에 아주 많은 영향을 받았으며, 빌보드 200 차트에서 1위로 데뷔하였다. 2010년대에는 Alt-J, 본 이베어 등이 메인스트림에서 활동하고 있는 포크트로니카 가수이다. 대한민국에서는 공중도둑이 포크트로니카 장르를 시도해 본적이 있다.

## 음악가 목록
아래의 목록은 포크트로니카 장르를 시도해 본적이 있는 아티스트의 목록이다.
- Alt-J[8]
- 아비치[9]
- 아우스게이르 트뢰스티[10]
- 뱃 포 래시스[11]
- 비요크[12]
- 본 이베어[13]
- 골드프랩[14][15]
- 엘리 골딩[16][17]
- 포 텟[18][19][20]
- KT 턴스톨[21]
- 공중도둑[7]
- 뭄[12]
- 실번 에소[22]
- 테일러 스위프트